# 1449
1449 (MCDXLIX) var ett normalår som började en onsdag i den julianska kalendern.

## Händelser

### Februari
- 1 februari – Karl Knutsson (Bonde) omorganiserar uppbörden från koppargruvedriften i Falun.
- 26 februari – En grupp norska stormän på Bohus fästning lanserar Karl Knutsson som norsk tronkandidat.

### Våren
- Våren – Danska trupper härjar Sunnerbo.

### April
- April – Danska trupper landstiger på Gotland och Visborgs slott faller i deras händer.

### Maj
- 2 maj – Karl Knutsson låter utfärda Sveriges äldsta bevarade myntordning.

### Juni
- Juni – Den danske kungen Kristian I väljs till kung av Norge.

### Juli
- Juli – Kristian I anländer till Gotland och tar ön från svenskarna, varvid krig utbryter mellan Sverige och Danmark.
- 18 juli – Stillestånd sluts mellan svenskar och danskar på Gotland vid Garne.
- 31 juli – Stillestånd sluts med Danmark i Visby.

### Augusti
- 23 augusti – Danskarna anfaller Visby, slänger ut svenskarna och sätter staden i brand.[1]

### Hösten
- Hösten – Vid denna tid skrivs troligen Gotlandsvisan.

### Oktober
- Oktober – Karl Knutsson invaderar Norge och stora delar av landet erkänner hans välde.
- 25 oktober – Karl Knutsson väljs till kung av Norge i Hamar.
- 28 oktober – Kristian I kröns till kung av Danmark och gifter sig med Dorotea av Brandenburg, änka efter Kristofer av Bayern.

### November
- 20 november – Karl Knutsson kröns till Norges kung i Trondheim.

### Okänt datum
- Erik Axelsson (Tott) blir en av kung Karls närmaste män.

## Födda
- 1 januari – Lorenzo de' Medici, florentinsk statsman (död 1492)
- Bona av Savojen, hertiginna och regent av Milano.

## Avlidna
- Ulug Bek, uzbekisk astronom och matematiker.

### Fotnoter
1. ↑  ”Värmlands brandhistoriska klubb”. Arkiverad från originalet den 12 oktober 2011. https://www.webcitation.org/62NB7kO36?url=http://www.brandhistoriska.org/olyckor_se.html. Läst 25 mars 2011.